# Niedernsill
Niedernsill település Ausztriában, Salzburg tartományban a Zell am See-i járásban található. Területe 57 km², lakosainak száma 2 585 fő, népsűrűsége pedig 45 fő/km² (2014. január 1-jén). A település 768 méteres tengerszint feletti magasságban helyezkedik el.
A település részei:
- Aisdorf (45 fő, 2011. október 31-én[3])
- Ematen (112)
- Gaisbichl (169)
- Jesdorf (429)
- Lengdorf (427)
- Niedernsill (740)
- Steindorf (575)

## Fordítás
- Ez a szócikk részben vagy egészben  a   Niedernsill című angol Wikipédia-szócikk ezen változatának fordításán alapul.  Az eredeti cikk szerkesztőit annak laptörténete sorolja fel. Ez a jelzés csupán a megfogalmazás eredetét és a szerzői jogokat jelzi, nem szolgál a cikkben szereplő információk forrásmegjelöléseként.